# Оншор
Оншор (от англ. onshore — «в пределах берега») — финансовый центр в полноналоговой территории, не предоставляющий налоговые льготы, независимо ведет ли компания деятельность на данной территории или ведет деятельность за её границами. Это обычные компании в полноналоговых юрисдикциях. В международном налоговом планировании оншорная компания применяется для избежания двойного налогообложения, придания большей солидности бизнесу и создания необходимого акцента реальности внешних контрагентов и отстраненности от офшорных зон.
В рамках одной юрисдикции можно зарегистрировать как офшорную так и оншорную компанию. Офшорными принято считать те компании, которые зарегистрированы в соответствии со специальным законодательством, регулирующим деятельность данной компании. Обычно этот нормативный акт носит название «Закон о компаниях международного бизнеса».

## Характеристики оншорных компаний
- обязанность ведения бухгалтерского учёта в стране регистрации;
- обязанность по уплате налогов
- получение налоговых льгот лишь при осуществлении определенного вида деятельности (например владение активами);
- возможность использовать преимущества договоров об избежании двойного налогообложения;

Примеры оншорных юрисдикций: Великобритания, Дания, Нидерланды, Гонконг